# Vámosgálfalva
Vámosgálfalva (románul Gănești, németül Gallendorf, erdélyi szász nyelven Galendref) falu Romániában Maros megyében, Vámosgálfalva község központja.

## Fekvése
Dicsőszentmártontól 6 km-re keletre a Kis-Küküllő bal partján fekszik a Bede-patak völgyében.

## Népessége
1910-ben 1569, többségben magyar lakosa volt, jelentős román kisebbséggel. A trianoni békeszerződésig Kis-Küküllő vármegye Dicsőszentmártoni járásához tartozott. 1992-ben 3585 lakosából 2577 magyar, 787 román, 218 cigány, 3 német volt, közülük 2264 református, 266 római katolikus és 123 unitárius, a románok ortodox vallásúak. A 2002-es népszámláláskor a község 3836 lakosából 2565 magyarnak, 974 románnak, 293 cigánynak, és 4 németnek vallotta magát.

## Története
- 1332-ben említik először. A településnek hat temploma van.
- Szőkefalva római katolikus temploma tűzvészben pusztult el, 1775-ben készített oltára messze földön híres volt.
- Itt áll Petrichevich Horváth Dániel 18. századi kastélya.
- 1849. január 17-én határában csaptak össze Bem és Puchner csapatai, a csata Puchner visszavonulásával végződött. Bem seregében harcolt Mikes Kelemen, Bethlen Gergely és Kiss Sándor ezredesek. A csata fáradalmait Bem a Haller udvarban pihente ki.
- 1968-ban összeolvad a Kis-Küküllő bal parti teraszán fekvő Szőkefalva településsel.
- 2006-tól Szőkefalva újból különönálló településsé válik.[2][3]